# Municipio de Patterson (Carolina del Norte)
Patterson Township es una subdivisión estadística del condado de Caldwell, Carolina del Norte, Estados Unidos. Según el censo de 2020, tiene una población de 2093 habitantes.
Es una subdivisión exclusivamente geográfica, por cuanto el estado de Carolina del Norte no utiliza la herramienta de los townships como municipios.
El mantenimiento de los datos es realizado por la Oficina del Censo en coordinación con los Gobiernos de los condados exclusivamente a los efectos estadísticos. Es incorrecto, por tanto, traducir en estos casos la palabra township como municipio.

## Geografía
La subdivisión está ubicada en las coordenadas 36°02′49″N 81°35′24″O / 36.04694, -81.59000 (36.046957, -81.590115).